# Vive la France!
Vive la France! è un film muto del 1918 diretto da Roy William Neill. La sceneggiatura di C. Gardner Sullivan si basa su The Cross of Shame, un soggetto per il cinema di H.H. Van Loan. Prodotto sotto la supervisione di Thomas H. Ince, il film aveva come interpreti Dorothy Dalton, Edmund Lowe, [Fred Starr, Tom Guise, Bert Woodruff, Bert Sprotte, Eunice Woodruff.

## Trama
In Francia, nel corso della prima guerra mondiale, l'attrice Genevieve Bouchette riceve la notizia che i suoi genitori sono rimasti uccisi durante un'azione di guerra. La donna decide così di lasciare le scene e di ritornare a Deschon, il suo paese natale, e di dare il proprio contributo come infermiera della Croce Rossa. Quando i tedeschi occupano la cittadina, Genevieve si trova a dovere respingere le profferte amorose di uno dei soldati che, allora, rabbioso, la fa marchiare con una "croce della vergogna". L'innamorato di Genevieve, Jean Picard, volontario nell'esercito francese, resta gravemente ferito durante una missione come portaordini ma lei riesce a salvargli la vita facendo credere ai suoi inseguitori che l'uomo è morto. Dopo avere consegnato i documenti di Jean al colonnello Bouchier, torna da lui in ospedale, ma Jean ormai non la riconosce neanche più, avendo perso la memoria a causa dello choc. Tuttavia, quando l'uomo vede il marchio d'infamia sul petto della donna, gli torna la memoria e riconosce l'amata.

## Produzione
Il film, prodotto dalla Thomas H. Ince Corporation, fu girato con il titolo di lavorazione The Cross of Shame.

## Distribuzione
Il copyright del film, richiesto dalla Thomas H. Ince, Inc., fu registrato il 2 settembre 1918 con il numero LP12828.
Distribuito dalla Famous Players-Lasky Corporation, il film uscì nelle sale statunitensi il 15 settembre 1918.
Copia completa della pellicola si trova conservata negli archivi della Cinémathèque Royale de Belgique di Bruxelles.